# Катанія (провінція)
Провінція Катанія (італ. Provincia Regionale di Catania) — колишня провінція в Італії, у регіоні Сицилія. З 7 серпня 2015 року замінена метрополійним містом Катанія
Площа провінції — 3 553 км², населення — 1 088 295 осіб.
Столицею провінції було місто Катанія.

## Географія
Провінція межувала на півночі з провінцією Мессіна, на заході з провінцією Енна і провінцією Кальтаніссетта, на півдні з провінцією Рагуза і провінцією Сиракуза.